# Reykjavík

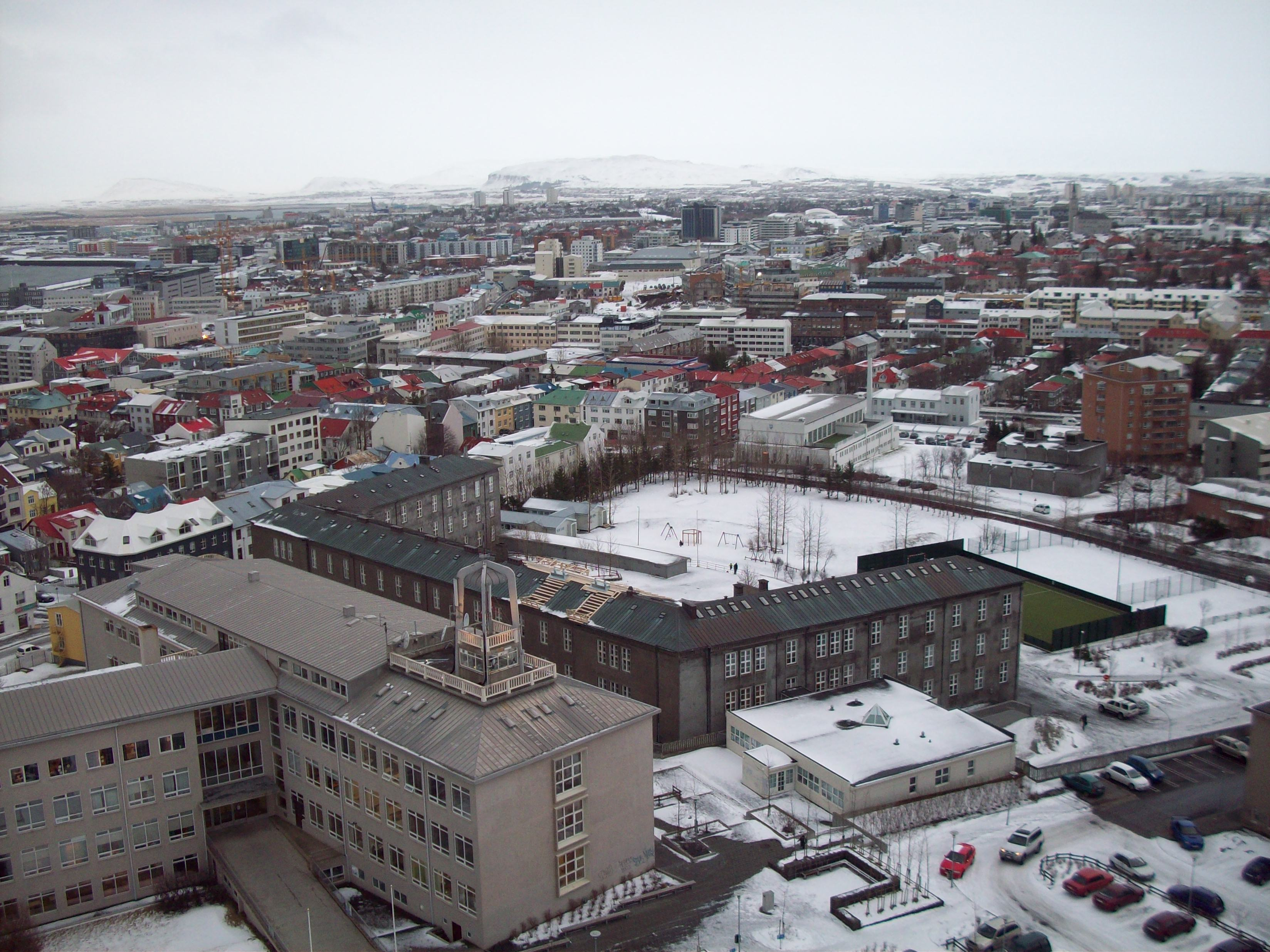
Reykjavik sett från Hallgrímskirkjas torn.

Reykjavík är Islands huvudstad och största stad. Namnet betyder Rökvik eller snarare Rökavik, det vill säga ”rökarnas vik”. Detta namn fick viken och trakten efter anblicken av de heta källornas ångpelare, som än idag ligger inom staden.
Reykjavík är världens nordligaste och Europas västligast belägna huvudstad i ett självständigt land. Staden ligger omkring 200 km från polcirkeln på latitud 64°08' N. Under den mörkaste årstiden skiner solen endast omkring fyra timmar per dag, och under sommaren är det dagsljus i stort sett dygnet runt. Oavsett årstid är gryningen och skymningen lång och bidrar till den så kallade blå timmen. Reykjavík ligger på sydvästra Island, på Faxaflóis södra strand. Väster om Reykjavik breder halvön Reykjanes ut sig. Där är den internationella flygplatsen Keflavik belägen. Reykjavik har omkring 136 894 invånare och är mittpunkt för Islands ekonomiska aktivitet.
Reykjavík antas vara den första permanenta bosättningen på Island, och ska ha grundats omkring år 870 av Ingolf Arnarson. Från och med 1800-talet började bebyggelsen i Reykjavík växa fram. Staden i sig grundades 1786 som en officiell handelsstad och växte kraftigt under de närmaste årtiondena, då den utvecklades till ett regionalt centrum för kommers, befolkning och regeringsaktiviteter.
Idag är Reykjavík centrum i Reykjavíks storstadsområde, som med sina 200 000 invånare är Islands enda storstadsområde. Staden tillhör världens modernaste städer i ett av världens mest utvecklade länder, och dess invånare åtnjuter ett välfärds- och infrastruktursystem i världsklass.
Reykjavík är sedan 1845 säte för Alltinget, Islands parlament, som upprättades 930 på Þingvellir. De flesta av de andra statliga myndigheterna ligger även de i staden. Reykjavíks borgmästare heter sedan 2024 Einar Þorsteinsson.
I Reykjavík finns universiteten Islands universitet, Reykjaviks universitet och Islands konsthögskola.

## Geografi

Reykjavik från ovan.

Reykjavík ligger i sydvästra Island, och områdets kust karaktäriseras av halvöar, vikar, sund och öar. Under istiden för omkring 10 000 år sedan täckte en stor glaciär stora delar av den yta där staden nu ligger. Glaciären sträckte sig så pass långt ut som till Álftanes. Andra delar av landområdet täcktes av havsvatten. I de varma perioderna mot istidens slut utgjorde vissa kullar öar. Den före detta havsnivån indikeras av sediment som når upp till 43 meter över den nuvarande havsnivån. Kullarna Öskjuhlíð och Skólavörðuholt i stadens centrum verkar vara rester av före detta sköldvulkaner som var aktiva under istidens varma perioder.

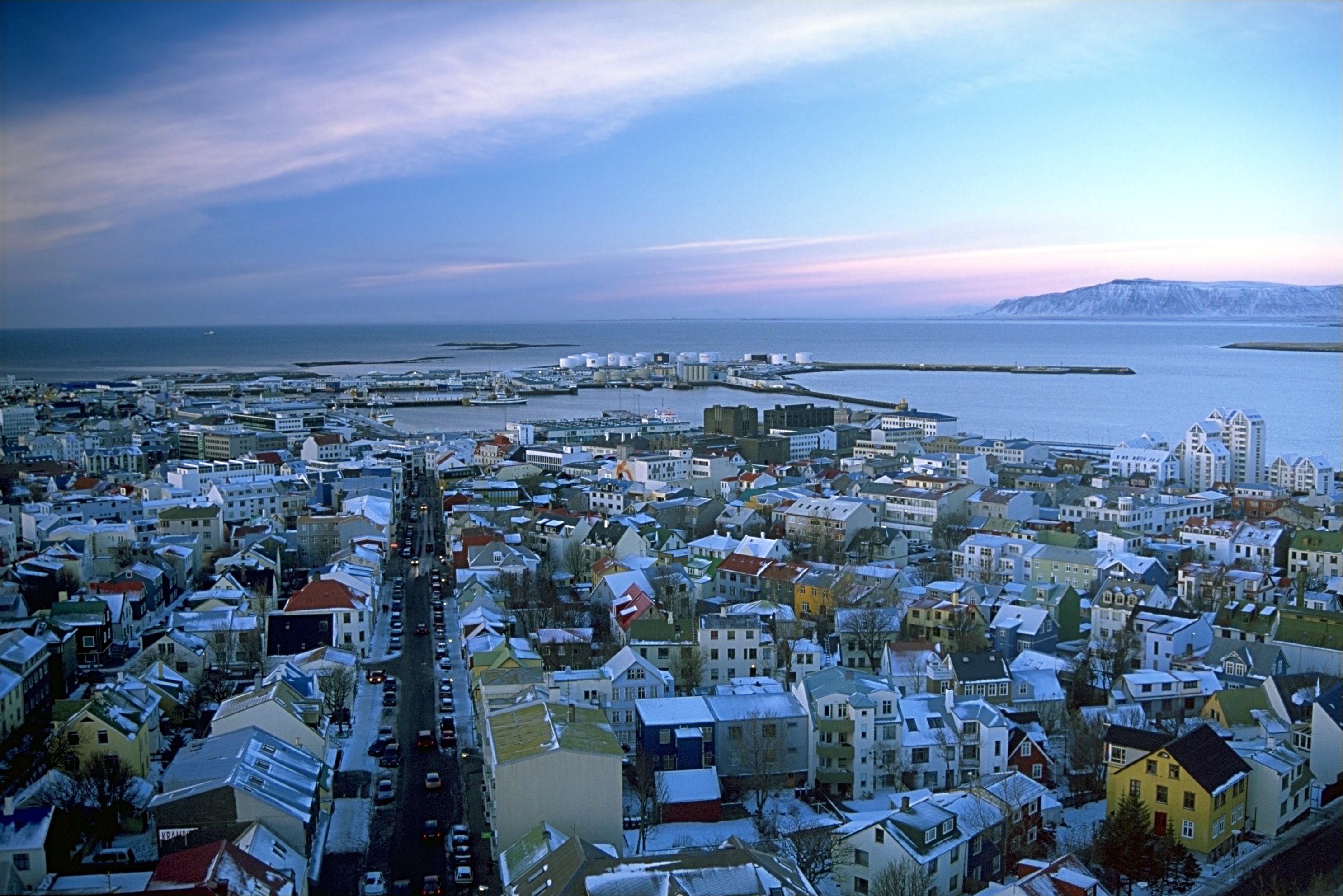
Utsikt från Hallgrímskirkja.

Efter istiden reste sig landet långsamt uppåt i takt med att glaciärerna smälte.
Huvudstadsområdet fortsatte dock påverkas av jordbävningar och vulkanutbrott, som exempelvis en i bergskedjan Bláfjöll för omkring 4 500 år sedan, när lava flödade nerför ån Elliðarás dalgång och nådde havet vid bukten Elliðavogur.
Den största floden som rinner genom staden är Elliðará, som inte är farbar. Floden är ett av landets främsta laxfiskeområden. Berget Esja är det högsta i stadens närhet.
Staden ligger främst på halvön Seltjarnarnes, men förorterna sträcker sig långt ut i syd och öst. Staden är utspridd, stora delar av den består av villaförorter, och i de yttre förorterna är det ofta långt mellan områdena.
Klimatet i Reykjavík är kalltempererat, staden ligger i den norra gränsen för denna klimatzon. Golfströmmen håller vintertemperaturen i medeltal runt 0 grader celsius. Läget vid havet gör dock att staden är vindutsatt. På sommaren är temperaturen normalt mellan 10 och 15 °C, men kan vid vissa tillfällen nå upp till cirka 20 grader. Staden har i genomsnitt 213 dagar per år med mätbar nederbörd.

## Historia

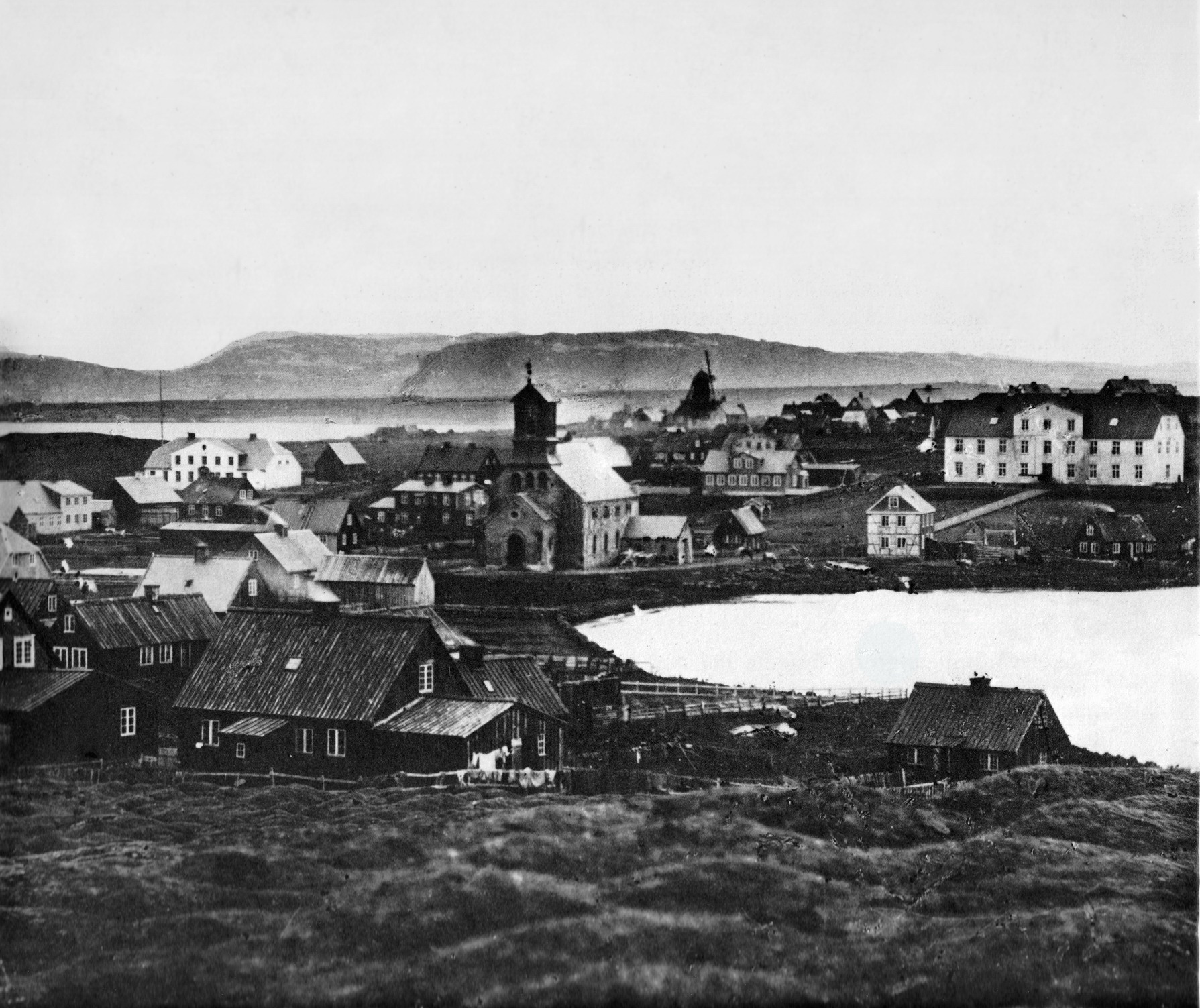
Reykjavík på 1860-talet.

Reykjavík är Islands äldsta bygd, dit Ingolf Arnarson kom sjövägen runt år 874 och blev Islands förste nybyggare. Detta beskrivs i Landnamsboken, eller bosättarboken. Stadens namn ska ha inspirerats av ångan från de heta källorna, då Reykjavík är det isländska ordet för Rökviken.
Reykjavík nämns inte i några medeltida källor förutom som vanlig jordbruksmark, men under 1700-talet började staden byggas. De danska ledarna på Island stod bakom idén om en lokal industri på Island som skulle stimulera öns utveckling. 1752 donerade den danska kungen Reykjavík till Skúli Magnússon, och på 1750-talet byggdes flera hus för att hysa ylleindustrin som under de efterföljande årtiondena kom att bli Islands viktigaste arbetsgivare. Kompaniet som leddes av Skúli Magnússon fokuserade även på fiske, svavelbrytning, jordbruk och skeppsbygge.
Den danska kronan avskaffade år 1786 handelsmonopolet och gav sex bosättningar på ön exklusiva handelsrättigheter. Reykjavík var en av dessa och var den enda som kom att behålla sina rättigheter permanent. 1786 anses även vara året då staden grundades, och ett 200-årsjubileum firades år 1986. Handelsrättigheterna var dock fortfarande begränsade till den danska kronan, och danska handlare fortsatte att dominera handeln på ön. Deras handelsinflytande ökade under de närmsta årtiondena, men 1880 infördes frihandel för samtliga nationaliteter och de isländska handlarnas inflytande började öka.
Nationalistiska åsiktsströmningar började bli inflytelserika under 1800-talet och tanken på ett självständigt Island började spridas. Reykjavík, som enda stad, blev en smältdegel för dessa åsikter. Självständighetskämpar insåg att det var viktigt att staden var stark för att nå sitt mål. Därmed är de flesta viktiga åren i Islands självständighetskamp viktiga även för Reykjavík. År 1845 återupprättades i Reykjavík Alltinget, som varit öns generalförsamling, grundat år 930. Ett par årtionden tidigare hade det avskaffats som domstol och hade då varit lokaliserat till Þingvellir. På den tiden fungerade det bara som en rådgivande församling, som hade till uppgift att ge råd till den danske kungen om isländska angelägenheter. Att placera Alltinget i Reykjavík gjorde i praktiken att staden blev Islands huvudstad. 1874 gavs landet en konstitution, och med den fick Alltinget en begränsad form av lagstiftande makt och blev i grund och botten vad det är idag. Nästa steg var att flytta den verkställande makten till Island, vilket genomfördes 1904 då landet fick sin första premiärminister. Det största steget mot självständighet togs den 1 december 1918 när Island blev en självständig stat under den danska kronan (personalunion), Kungariket Island.

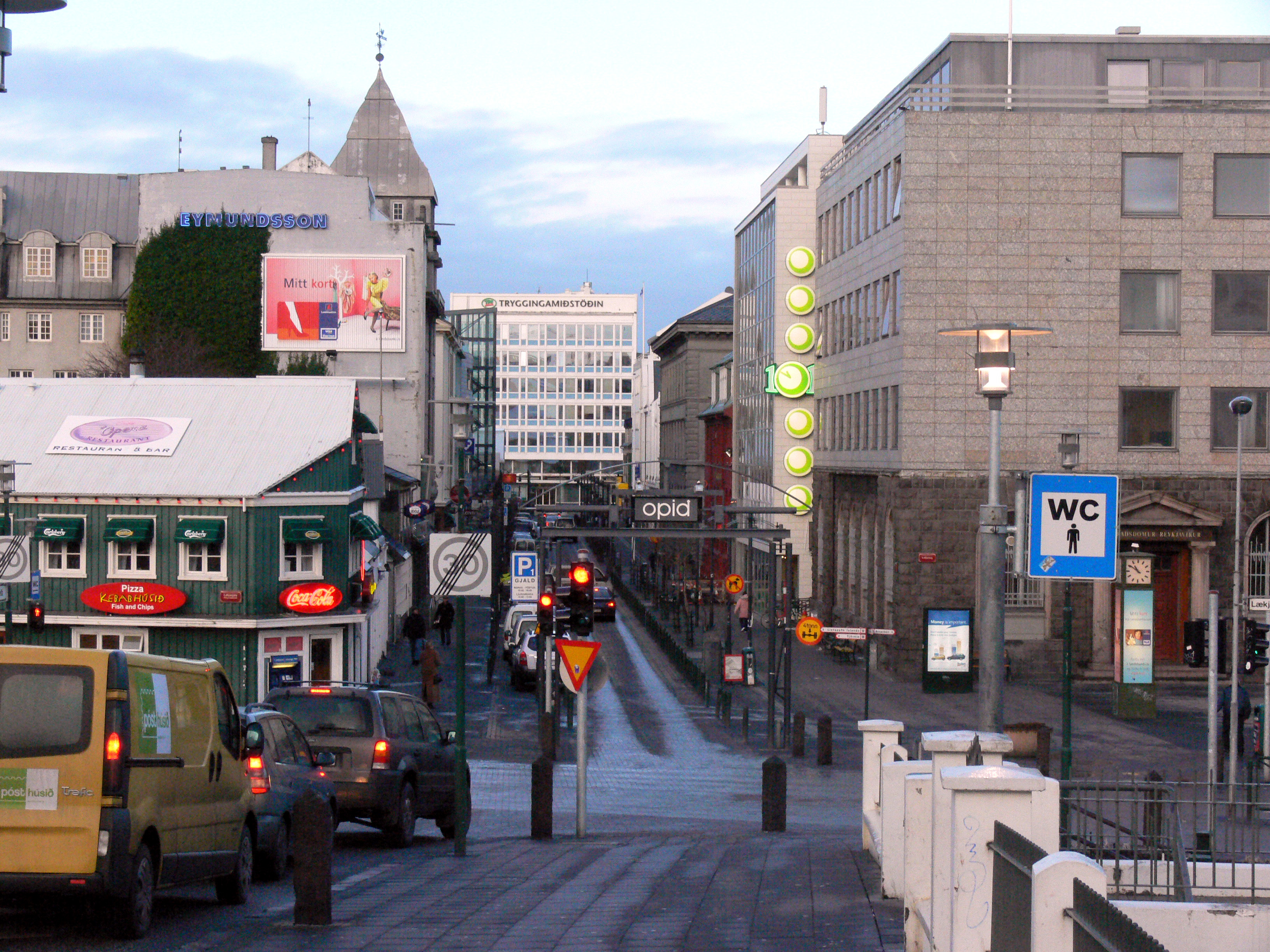
Austurstraeti i Reykjavík.

Under 1920- och 1930-talen var majoriteten av Islands fisketrålarflotta baserad i Reykjavík och torskfiske var huvudindustrin. Den stora depressionen drabbade dock staden hårt med arbetslöshet och ibland våldsamma fackförbundsstrider som resultat.
På morgonen den tionde maj 1940, efter att Danmark ockuperats av Nazityskland den 9 april samma år, angjorde fyra brittiska krigsfartyg Reykjavíks hamn. Inom ett par timmar var de allierades ockupation av Reykjavík färdigställd. Inget väpnat motstånd gjordes, och taxi- och lastbilsförare hjälpte till och med invasionsstyrkan, som inte hade några motorfordon med sig. Den isländska regeringen hade ett flertal gånger blivit tillfrågad av den brittiska regeringen om man var beredd på att tillåta en ockupation av ön, men den besvarade det hela med att det skulle gå i strid med den neutralitetsprincip som den danska regeringen hade haft före tyskarnas ockupation. Danmark och Island hade då ännu formellt gemensam utrikespolitik, som det enda gemensamma förutom kungen. Under resten av krigsåren byggde brittiska och även amerikanska soldater upp baser i Reykjavík. Antalet utländska soldater i staden blev till slut ungefär av detsamma som stadens lokala befolkning.
| År          | Kommunen | Tätorten | Diagram |
| ----------- | --- | -------- | --- |
| 1801        | 600 | -        | \| \| Diagrammet är avstängt. Grafer inaktiverades den 18 april 2023 på grund av programvaruproblem. Nya diagram kan skapas sedan december 2024. \| Kommunen Tätorten |
| 1860        | 1 450 | -        | \| \| Diagrammet är avstängt. Grafer inaktiverades den 18 april 2023 på grund av programvaruproblem. Nya diagram kan skapas sedan december 2024. \| Kommunen Tätorten |
| 1901        | 6 321 | 8 221    | \| \| Diagrammet är avstängt. Grafer inaktiverades den 18 april 2023 på grund av programvaruproblem. Nya diagram kan skapas sedan december 2024. \| Kommunen Tätorten |
| 1910        | 11 449 | 14 534   | \| \| Diagrammet är avstängt. Grafer inaktiverades den 18 april 2023 på grund av programvaruproblem. Nya diagram kan skapas sedan december 2024. \| Kommunen Tätorten |
| 1920        | 17 450 | 21 347   | \| \| Diagrammet är avstängt. Grafer inaktiverades den 18 april 2023 på grund av programvaruproblem. Nya diagram kan skapas sedan december 2024. \| Kommunen Tätorten |
| 1930        | 28 052 | 33 867   | \| \| Diagrammet är avstängt. Grafer inaktiverades den 18 april 2023 på grund av programvaruproblem. Nya diagram kan skapas sedan december 2024. \| Kommunen Tätorten |
| 1940        | 38 308 | 43 483   | \| \| Diagrammet är avstängt. Grafer inaktiverades den 18 april 2023 på grund av programvaruproblem. Nya diagram kan skapas sedan december 2024. \| Kommunen Tätorten |
| 1950        | 55 980 | 64 813   | \| \| Diagrammet är avstängt. Grafer inaktiverades den 18 april 2023 på grund av programvaruproblem. Nya diagram kan skapas sedan december 2024. \| Kommunen Tätorten |
| 1960        | 72 407 | 88 315   | \| \| Diagrammet är avstängt. Grafer inaktiverades den 18 april 2023 på grund av programvaruproblem. Nya diagram kan skapas sedan december 2024. \| Kommunen Tätorten |
| 1970        | 81 693 | 106 152  | \| \| Diagrammet är avstängt. Grafer inaktiverades den 18 april 2023 på grund av programvaruproblem. Nya diagram kan skapas sedan december 2024. \| Kommunen Tätorten |
| 1980        | 83 766 | 121 698  | \| \| Diagrammet är avstängt. Grafer inaktiverades den 18 april 2023 på grund av programvaruproblem. Nya diagram kan skapas sedan december 2024. \| Kommunen Tätorten |
| 1985        | 89 868 | --       | \| \| Diagrammet är avstängt. Grafer inaktiverades den 18 april 2023 på grund av programvaruproblem. Nya diagram kan skapas sedan december 2024. \| Kommunen Tätorten |
| 1990        | 97 569 | 145 980  | \| \| Diagrammet är avstängt. Grafer inaktiverades den 18 april 2023 på grund av programvaruproblem. Nya diagram kan skapas sedan december 2024. \| Kommunen Tätorten |
| 1995        | 104 258 | --       | \| \| Diagrammet är avstängt. Grafer inaktiverades den 18 april 2023 på grund av programvaruproblem. Nya diagram kan skapas sedan december 2024. \| Kommunen Tätorten |
| 2000        | 110 852 | 175 000  | \| \| Diagrammet är avstängt. Grafer inaktiverades den 18 april 2023 på grund av programvaruproblem. Nya diagram kan skapas sedan december 2024. \| Kommunen Tätorten |
| 2005        | 114 800 | 187 105  | \| \| Diagrammet är avstängt. Grafer inaktiverades den 18 april 2023 på grund av programvaruproblem. Nya diagram kan skapas sedan december 2024. \| Kommunen Tätorten |
| 2006        | 115 420 | 191 612  | \| \| Diagrammet är avstängt. Grafer inaktiverades den 18 april 2023 på grund av programvaruproblem. Nya diagram kan skapas sedan december 2024. \| Kommunen Tätorten |
| 2007        | 117 721 | 196 161  | \| \| Diagrammet är avstängt. Grafer inaktiverades den 18 april 2023 på grund av programvaruproblem. Nya diagram kan skapas sedan december 2024. \| Kommunen Tätorten |
| 2008        | 119 900 | 201 000  | \| \| Diagrammet är avstängt. Grafer inaktiverades den 18 april 2023 på grund av programvaruproblem. Nya diagram kan skapas sedan december 2024. \| Kommunen Tätorten |
| 2020        | 131 136 | 233 034  | \| \| Diagrammet är avstängt. Grafer inaktiverades den 18 april 2023 på grund av programvaruproblem. Nya diagram kan skapas sedan december 2024. \| Kommunen Tätorten |
| Information | Diagrammet är avstängt. Grafer inaktiverades den 18 april 2023 på grund av programvaruproblem. Nya diagram kan skapas sedan december 2024. |          | |

Ockupationen gav positiva ekonomiska effekter för staden. Arbetslösheten från depressionsåren försvann och byggnadsindustrin fick ett uppsving. Britterna byggde Reykjaviks flygplats, som fortfarande idag är i bruk för inrikesflyg, och amerikanerna byggde Keflavíks internationella flygplats som är Islands huvudsakliga internationella flygplats. 1944 grundades republiken Island och en folkvald president ersatte kungen och riksföreståndaren, som verkat under krigsåren istället för den danska regeringen, eftersom ön hade varit avsnörd från Danmark. Presidentens kontor placerades i Reykjavík.
Under efterkrigstiden accelererade stadens tillväxt. Staden upplevde en massinflyttning från landsbygden, främst på grund av förbättrad jordbruksteknologi som minskade behovet av arbetskraft, och även på grund av befolkningsökningen som berodde på ökad levnadsstandard. Majoriteten av de som flyttade var unga människor och staden blev demografiskt sett en ung stad. Utvecklingen till en modern stad gick fort. Privatbilar blev vanliga och moderna lägenhetskomplex började byggas i de växande förorterna. Reykjavík förlorade därmed till största delen sin bykänsla.
Reykjavík har under de senaste två årtiondena kommit att bli en viktig deltagare i den globala debatten. 1986 års toppmöte mellan Ronald Reagan och Michail Gorbatjov befäste stadens nyfunna internationella status. Avreglering inom den finansiella sektorn och IT-vågen under 1990-talet har återigen förändrat Reykjavík. Den finansiella sektorn och informationsteknologin är numera betydande arbetsgivare i staden.
Staden har under senare år fostrat flera världskändisar, såsom musiker som Björk och Oddur Sigurjónsson och band som Múm och Sigur Rós.

## Demografi
Befolkningen i Reykjavíks kommun uppgick 2024 till 136 894 invånare och storstadsregionen (se vidare Höfuðborgarsvæði) hade 201 585 invånare. Sex av Islands övriga kommuner ligger i huvudstadsområdet, som i princip är sammanvuxna till en stor tätort. Dessa är:
- Álftanes: 2 487 invånare (2024)[2]
- Garðabær: 16 544 invånare(2024)[2]
- Hafnarfjörður: 30 616 invånare (2024)[2]
- Kópavogur: 39 335 invånare (2024)[2]
- Mosfellsbær: 13 403 invånare (2024)[2]
- Seltjarnarnes: 4 572 invånare (2024)[2]

## Sevärdheter
- Alltinget, Islands parlament.
- Hallgrímskirkja, stadens högsta byggnad.
- Harpa, stadens nya (2011) konsert- och operahus.
- Kringlan, Islands näst största köpcentrum.
- Nauthólsvík, sandstrand med uppvärmt havsvatten.
- Perlan, glasdom, restaurang (byggd ovanpå stadens vattenreservoarer).
- Ráðhús Reykjavíkur, stadens rådhus med utställningar och en tredimensionell islandskarta.
- Reykjaviks konstmuseum förfogar över den största bildkonstsamlingen på Island.
- Tjörnin, damm intill rådhuset.
- Þjóðminjasafnið, nationalmuseet.
- Safnahúsið, Kulturhuset, med bl.a. handskriftsutställning.
- Þingvellir, en nationalpark där gränsen mellan de eurasiska och amerikanska plattorna är tydlig.

## Kultur
Reykjavík är även Islands kulturella centrum, med dess museum, teatrar och operahus. Stadens sju sim- och badanläggningar, som värms med hjälp av de varma källorna, är mycket omtyckta av både islänningar och turister.
Reykjavík är den plats där romanen och filmen 101 Reykjavík utspelar sig, och speciellt nattklubben Kaffibarinn (som i romanen benämns K-baren) har uppnått kultstatus. Överlag är staden känd för att hysa ett fartfyllt nattliv, där diskoteket Nasa är en av de viktigaste samlingsplatserna.

## Kommunikation och infrastruktur

### Vägar
Island har ett av världens högsta antal bilar per invånare, men Reykjavík lider inte så allvarligt av trafikstockningar. Längs med hela staden löper flerfiliga vägar som knyter an de olika bostadsområdena och förorterna. Det finns också gott om parkeringsplatser i de flesta områdena.
Lokaltrafikbussarna, Strætó bs., binder samman Reykjavík med omgivande kommuner, samt med staden Akranes, cirka fem mil norr om Reykjavik.
Reykjaviks huvudbusstation för distanstrafik, BSÍ, ligger i närheten av inrikesflygplatsen. För att komma till Islands internationella flygplats i Keflavík, tar man flygbussen från BSÍ.

### Flygplatser och hamnar
Reykjavíks flygplats, den andra största flygplatsen i landet efter Keflavíks internationella flygplats, är placerad inne i staden, precis söder om centrum. Den används främst för inrikesflyg samt flyg till Grönland och Färöarna. Den byggdes av den brittiska ockupationsstyrkan under andra världskriget, och låg då i utkanten av den mycket mindre staden. Under senare år har flygplatsen varit mål för en del kontroverser, eftersom den tar upp mycket värdefull mark i centrala Reykjavík.
Reykjavík har två hamnar, den gamla hamnen nära centrum som främst används av fiskare och kryssningsfartyg, och Sundahöfn i öst som är landets största frakthamn.

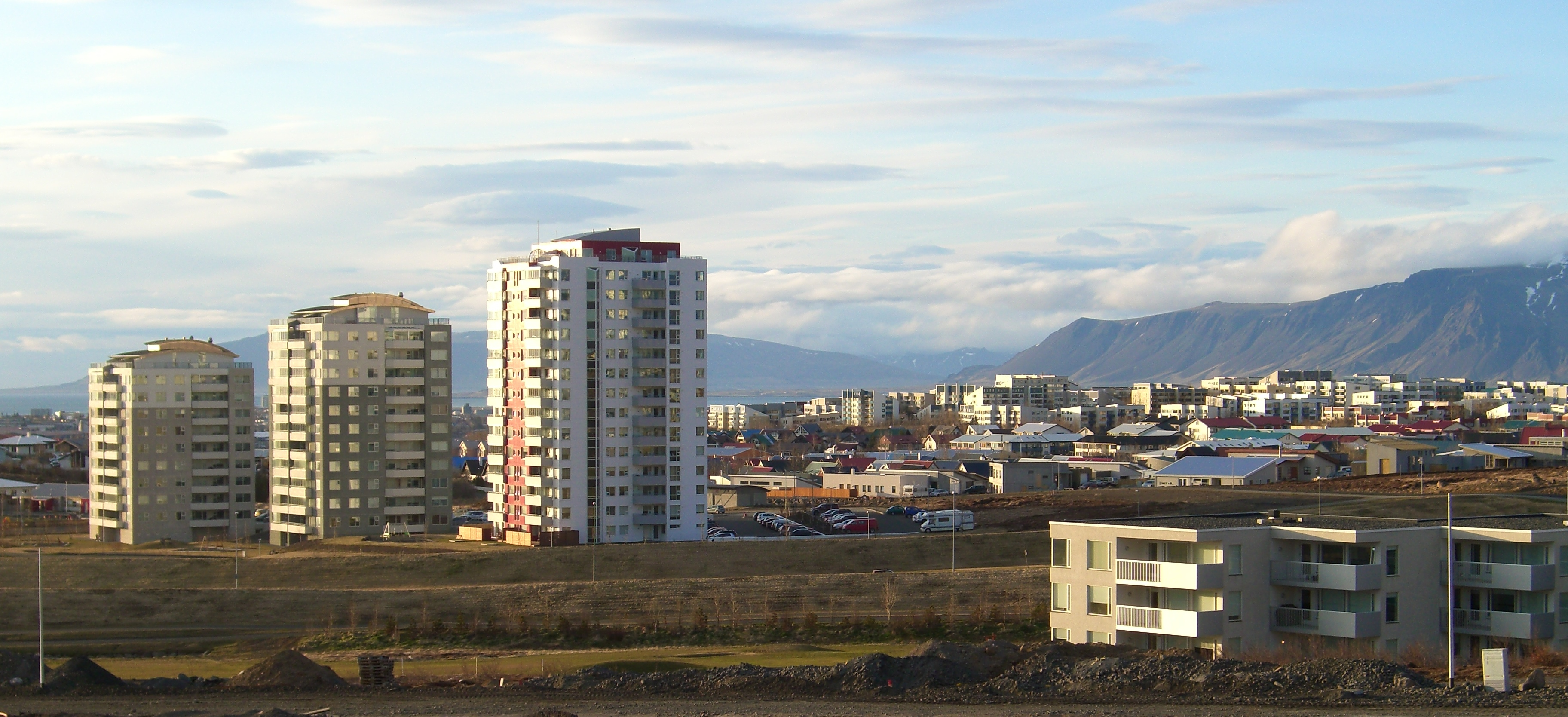
En förort till Reykjavík.

### Uppvärmning
De heta källorna har gett staden goda möjligheter till uppvärmning. De flesta hus i staden värms av geotermisk energi. Systemet är det största av sitt slag i hela världen.

## Ekonomi
Stadens viktigaste näring är tjänstesektorn (80 %) (varav handel 16 %, vård med mera 15,5 %, finans-, försäkrings- och fastighetssektorn 16 %, hotell- och transport 12 %),  därefter industri 18,9 % (varav fiskindustri 0,5 %), fiskenäring 1 %. Turism och utveckling av datorprogram är betydande och växande.